# أنجيلا كلافيهو
أنجيلا كلافيهو (بالإسبانية: Angela Clavijo) هي لاعبة كرة قدم كولومبية، ولدت في 1 سبتمبر 1993 في فيلافيسنسيو في كولومبيا. شاركت مع منتخب كولومبيا لكرة القدم للسيدات.

## وصلات خارجية
- أنجيلا كلافيهو على موقع الاتحاد الدولي (مؤرشف)  (الإنجليزية)
- أنجيلا كلافيهو على موقع الاتحاد الأوربي (الإنجليزية)
- أنجيلا كلافيهو على موقع قاعدة بيانات كرة القدم.إي يو (الإنجليزية)
- أنجيلا كلافيهو على موقع Soccerway.com (الإنجليزية)
- أنجيلا كلافيهو على موقع اللجنة الأولمبية الدولية (الإنجليزية)
- أنجيلا كلافيهو على موقع أوليمبيديا (الإنجليزية)
- أنجيلا كلافيهو على موقع IMDb (الإنجليزية)